# BV-1031
La BV-1031 és una carretera que uneix els termes municipals dels Prats de Rei i Igualada. Històricament sempre s'ha dit la carretera de les Maioles (de vegades escrit Malloles incorrectament). La B correspon a la demarcació de Barcelona, i la V a l'antiga categoria de carretera veïnal. Les dues coses indiquen la seva antiga pertinença a la Diputació de Barcelona. Actualment pertany a la Generalitat de Catalunya.

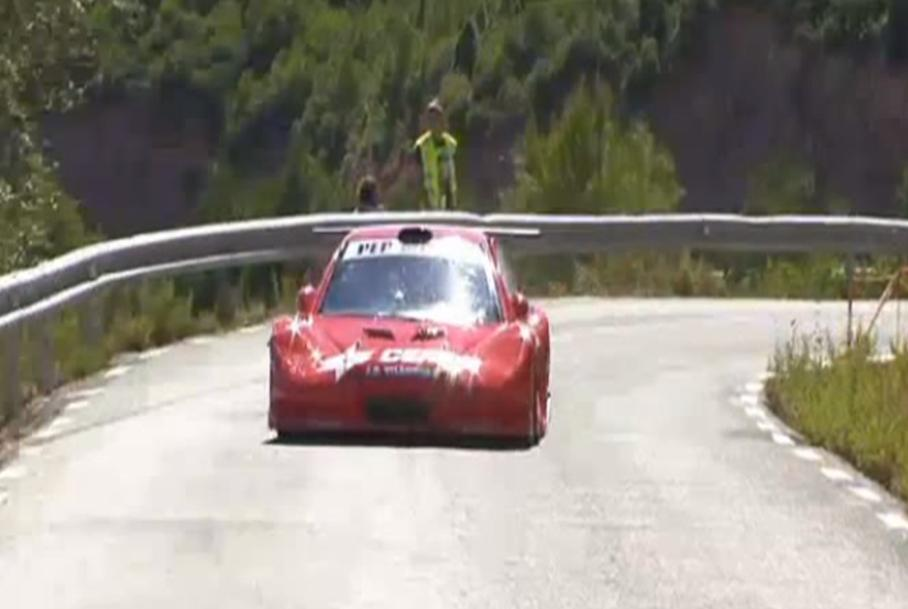
La Pujada de les Maioles

Té l'origen a la vila dels Prats de Rei, a la comarca natural de l'Alta Segarra, administrativament adscrita a la de l'Anoia. Tot i que fent moltes giragonses, s'adreça cap al sud, passa pel costat del Parc Eòlic de Rubió, travessa la Serra de Rubió i el terme municipal de Rubió, després entra ja plenament en la comarca de l'Anoia, passant pel terme municipal d'Òdena, travessa l'A-2 per sobre, fins que arriba a Igualada, a l'antic traçat de la carretera N-II (actual Avinguda del Mestre Muntaner), on té el final dels seus 19,5 quilòmetres de recorregut. A l'hivern, sobretot als trams més elevats, hi sol haver boira i, de tant en tant alguna nevada, cosa que en dificulta l'accés i anys abundants en nevades s'ha hagut de tancar.
La carretera no sempre té la mateixa amplada; al quilòmetre 7 s'estreta i l'asfalt no és tan fi. L'any 2013 fou quan la van asfaltar per última vegada i hi van afegir uns rètols d'alerta, per animals salvatges, neu, i caiguda de roques, entre d'altres.
Per aquesta carretera hi discorre la cursa "Pujada a les Maioles", una de les proves mítiques del Campionat Català de Muntanya.